# Mondial (Sprache)
Mondial ist eine Plansprache, die auf den romanischen Sprachen basiert und Ähnlichkeiten mit Interlingua aufweist. Sie wurde von dem schwedischen Gymnasiallehrer Helge Heimer (1890–1959) entwickelt und 1943 erstmals publiziert. Das Projekt wurde von Linguisten relativ häufig rezensiert.

## Grammatik

### Artikel
Der bestimmte Artikel lautet le und der unbestimmte Artikel un. Beide sind unveränderlich. Als neutraler Artikel wird lo verwendet: lo bel „das Schöne“.

### Substantive
Die Substantive sind grundsätzlich männlich, können jedoch durch Anhängen von -a das weibliche Geschlecht zum Ausdruck bringen. actor (Schauspieler) vs. actora (Schauspielerin).
Der Plural der Substantive endet auf -s wenn diese auf einen Vokal enden und -es wenn sie auf einen Konsonanten auslauten. Le casa (das Haus) – le casas (die Häuser).
Der Genitiv wird mit der Präposition de (von) zum Ausdruck gebracht und verschmilzt vor dem bestimmten Artikel le zu del. Le casa del patre (das Haus des Vaters).
Der Dativ wird mit der Präposition a (zu, nach) ausgedrückt und verschmilzt mit dem bestimmten Artikel zu al.

### Verben
Der Infinitiv der Verben lautet auf -ar. Lediglich das Hilfszeitwort „sein“ bildet mit ser eine Ausnahme.
amar (lieben), vidar (sehen), venar (kommen).
Das Präsens endet auf -a und die Verben werden grundsätzlich nicht konjugiert.
Yo ama (ich liebe), el vida (sie sieht), vu vena (ihr kommt).
Das Präteritum wird mit -avi gebildet.
Yo amavi (ich liebte), el vidavi (sie sah), vu venavi (ihr kamt).
Das Futur wird durch -ara gebildet.
Yo amara (ich werde lieben), el vidara (ich werde sehen), vu venara (ihr werdet kommen).
Das Konditional wird durch -aria gebildet.
Yo amaria (du würdest lieben), el vidaria (sie würde sehen), vu venaria (ihr würdet kommen).

### Adjektive und Adverbien
Die Adjektive haben keine besondere Endung und sind unveränderlich. Sie können vor oder nach dem Substantiv stehen. Wenn sie nachgestellt sind, so dient dies ihrer Hervorhebung.
Die Steigerung erfolgt im Komparativ mit plu (mehr) oder men (weniger) und im Superlativ mit mas (am meisten) und min (am wenigsten).
Die Adverbien werden vom Adjektiv abgeleitet mit -mente. Die Steigerung erfolgt ebenso wie bei den Adjektiven.